# Винний маршрут

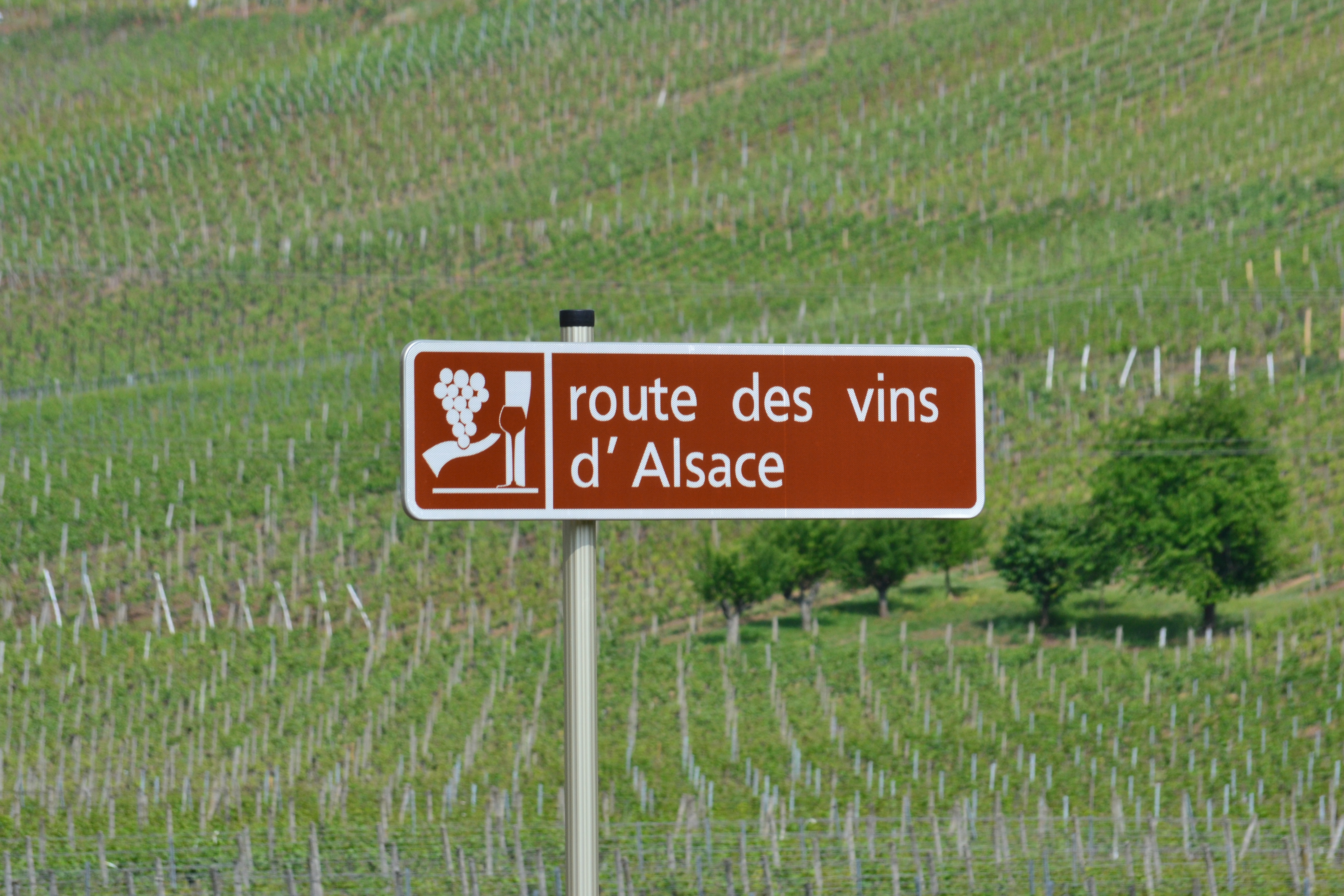
Покажчик винного маршруту у Франції

Винний маршрут — це туристичний маршрут, який дає змогу познайомитися не лише з винною продукцією конкретного регіону, а й із його природними краєвидами, культурною та матеріальною/нематеріальною спадщиною.
Подорож такими маршрутами є частиною винного туризму (енотуризму). Винний маршрут можна подолати на автомобілі, велосипеді або пішки — залежно від уподобань туристів. У кожному регіоні такі маршрути мають свої особливості, що залежать від типу виноробства, місцевої туристичної політики та природних умов.
Окрім дегустацій і відвідин виноробень, винний маршрут часто включає прогулянки серед виноградників, знайомство з архітектурними пам'ятками, пов'язаними з винною культурою, та інші тематичні активності. Подорож може тривати від кількох годин до кількох днів, тому зазвичай передбачена спеціальна інфраструктура для ночівлі — такі як гостьові будинки або фермерські кемпінги.

## Історія
У XX столітті створення винних маршрутів було насамперед продиктоване економічними міркуваннями — у контексті зростаючого попиту на якісніші вина.
Ці маршрути мали на меті не лише популяризувати продукцію, а й утримати постійних клієнтів та зміцнити збутові ланцюги. Першим прикладом такого підходу стала «Дорога великих вин Бургундії», відкрита ще у 1937 році. Згодом, у 1953 році, була створена «Винна дорога Ельзасу».

## Винні маршрути світу

### Франція
- Ельзаський винний маршрут — відкритий у 1953 році, відкриття супроводжувалося парадом, що стартував одночасно з півночі (Marlenheim) і півдня (Thann), і завершився зустріччю в Ribeauvillé,[1]простягається на 170 кілометрів і охоплює 119 сільськогосподарських комун, що проходять через департаменти Верхній Рейн і Нижній Рейн. У 2019 році він був нагороджений знаком «Виноградні вина та відкриття». Його символом є біле вино.[2]
- Route des Grands Crus (Дорога Великих Крю, Бургундія(інші мови)) — туристичний маршрут довжиною близько 60 км між Діжоном і Санте́не, охоплює 33 мальовничих селища, проходить уздовж скель Côte d'Or, охоплюючи виноробні зони Côte de Nuits і Côte de Beaune.[3] Для туристів пропонують дегустації, відвідини історичних виноробень (Clos de Vougeot, Hospices de Beaune), гастрономічні та культурні події.[4]
- Route touristique du Champagne (Туристичний маршрут шампанських вин(інші мови)) — це єдиний винний маршрут, що спеціалізується на бульбашковому вині (Chardonnay, Pinot Noir, Pinot Meunier), включає ключові центри Reims та Epernay з домами шампанського (Moët & Chandon, Ruinart, Taittinger і т. д.).[5] Він простягаєтьс на приблизно 600—970 км по департаментах Marne, Aube та Aisne. Дозволяє пройти одразу декілька тематичних маршрутів — від гір Монань-де-Реймс до долини Марн, Côte des Blancs, Côte des Bar та інших. Включає 6–8 маркованих маршрутів — такі як Montagne de Reims (70 км), Vallée de la Marne (90 км) тощо, які можна вивчати окремо або комбінувати.[6]
- Route des vins des Côtes du Rhône (Маршрут вин Кот-дю-Рон) — простягається приблизно від міста Vienne до Avignon, розділений на шість тематичних маршрутів, що охоплюють виноградники вздовж обох берегів річки Ронао в виноробних зонах Syrah, Grenache, включає Châteauneuf‑du‑Pape, Côtes du Rhône та інші.[7] Основні вида регіону: червоні бленди на основі Grenache і Syrah, білими сортами — Marsanne та Roussanne, Côte‑Rôtie, Hermitage, Cornas, Saint‑Joseph, Châteauneuf‑du‑Pape, Gigondas, Vacqueyras, Beaumes‑de‑Venise, Rochegude та ін.[8]
- Route des vins du Val de Loire (Маршрут вин Долини Луари(інші мови)) — один з найдовших винних маршрутів Франції — близько 800–1 000 км, охоплює виноградники вздовж річки Луари від її витоку до Нанту, включаючи регіони Pays Nantais, Anjou, Saumur, Touraine, Centre-Loire, має з різноманітний клімат та види вина (Sauvignon Blanc, Chenin Blanc, Cabernet Franc, Crémant de Loire), при цьому виноградники компактно розташовані поруч з історичними замками.[9][10] Основні сорти: Chenin Blanc, Sauvignon Blanc, Cabernet Franc, Gamay, Pinot Noir, Melon de Bourgogne та інші. Маршрут пропонує поєднання дегустацій, екскурсій по замках Луари (Château de Brissac, Chambord, Chenonceau), прогулянок вздовж річки на велосипедах або традиційних човнах (gabare), заходів на виноградниках і у турлогічних печерах.[11]
- Route touristique des vignobles du cognac et du pineau: Les Étapes du Cognac (Маршрут виноградників коньяку та піне — «Етапи Коньяку») — один із головних маршрутів, має довжину 107 км між комунами Charente/Charente-Maritime. Він охоплює такі ключові локації, як: Saintes, Jarnac, Burie (відомий як столиця Pineau des Charentes), Cognac, Rouillac, Aigre.[12] Поєднання історичних пам'яток (романські церкви, старовинні будівлі) та виноробних господарств з доступом на дегустації та культурні події. До мережі входять близько 200 учасників: виноробні господарства, гостеві садиби, ресторани, музеї, послуги дегустації. Відомі продукти: Cognac — коньяк подвійної дистиляції, Pineau des Charentes — солодке вино-лікер, створюється шляхом змішування сусла та віскі, Vin de Pays Charentais — білі, червоні та рожеві вина.[13]
- Route touristique des vins du Jura (Туристичний винний маршрут Юри) — має довжину 80 км та охоплює виноградники регіону Revermont у Юрі між Salins-les‑Bains та Saint‑Amour. Це один із найменших виноробних регіонів Франції (~2000 га), однак з «культовим» статусом серед шанувальників натуральних вин, тут виготовляють сорти вина: trousseau, poulsard, savagnin; особливо цікаве — Vin Jaune («жовте вино») та Vin de Paille («солом'яне вино»).[14] Марршрут проходить через пагорби, густі ліси, села Château‑Chalon, Arbois, Poligny, історичні абатства (Baume‑les‑Messieurs) та водоспади, як Cascade des Tufs.[15]
- Route du vin en Roussillon (Винний маршрут Русійону) — розташован між Перпіна́ном і іспанським кордоном, у регіоні Languedoc-Roussillon, охоплює долини Тет, Аглі. Має довжину близько 40 км: Перпіна́н → Collioure → Banyuls → Rivesaltes → Elne → інші винні села; можливо пішохідне, авто- чи велопроходження, дегустації, винні пикніки, музичні вечори у виноробнях.[16] Вина регіону — Muscat sec, Banyuls (солодке), Rivesaltes; акцент робиться на органічне виноробство та традиції природних солодких вин.[17]
- Route des vins de Bergerac (Маршрут вин Бержераку) — регіон Dordogne–Périgord, приблизно за 120 км на схід від Бордо; охоплює близько 130 виноробних домів та замків у зоні Bergerac & Duras, Monbazillac, Pécharmant тощо.[18] Відомий своїми червоними, білими, рожевими, напівсолодкими (Monbazillac) та ігристими винами; підтримується мережею «Vignobles & Découvertes», центр дегустацій та подій.[19]
- Route des vins de Bordeaux (Маршрут вин Бордо) — відвідує 2 млн туристів щороку, дегустації, ексклюзивні ресторани при замках (наприклад, Château Haut-Bailly, Château Phélan Ségur), поєднання гастрономії та культури виноробства.[20] Відомі зони: Médoc (Margaux, Pauillac, Saint-Julien), Saint‑Émilion, Pomerol та Fronsac (правобережжя) з компактними виноградниками сімейного типу; Середня лівобережна зона (Graves, Sauternes) славиться білими і солодкими винами, а Entre‑Deux‑Mers — більш легкими смаками.[21]
- Route des vins de Cahors (Маршрут вин Кагору) — розташован в долині річки Лот у регіоні Південно‑Захід Франції; в центрі — місто Cahors,[22]щославиться міцними червоними винами на основі Malbec (до 100 % або змішаними).[23]
- Route des vins du Jurançon (Маршрут вин Жюрансон) — між містами Pau, Monein, Lacommande; виноградники розташовані на пагорбах висотою 300—400 м із південно-східною орієнтацією, що забезпечує оптимальний мікроклімат. Туристів привавлює панорамна туристична дорога (близько 10 км) між Monein та Lacommande з оглядовими точками, дегустаціями та історичними пам'ятками (наприклад церква St Girons). Основні сорти — Gros Manseng і Petit Manseng.[24]
- Route des vins de Moselle (Маршрут вин Мозель) — 46 км біля міста Metz (Pays Messin); територія приблизно 70 га виноградників, з понад 10 виноробнями.[25] Переважають білі сорти Riesling, Auxerrois, Pinot, Elbling; також Crémants та вина пізнього врожаю з мінеральним післясмаком завдяки сланцевим ґрунтам.[26]
- Route des vins de Provence (Маршрут вин Провансу) — охоплює 3 департаменти: Var, Bouches-du-Rhône, частково Alpes-Maritimes. Вина регіону: понад 90 % виробництва — роже, решта — білі чи червоні; червоні вина складають 9 % і формують свою нішу (Bandol, Les Baux‑de‑Provence).[27]
- Circuit des vins de Savoie (Винне коло Савойї) — має ти маршрути: 1) частина навколо озера Бурже (Chautagne, Jongieux); 2) між Chambéry і Montmélian (Combe de Savoie); 3) Haute-Savoie: схили біля Женевського озера та долини Арв.[28] Особливістю є те, що виноградники розташовані у горах між озерами та Альпами, це частина європейського Alpine Wine Route, включає французькі виноградники біля італійської долини Аоста. Має більш ніж 23 сорті винограду, найвідоміші вина — Jacquère (білі), Chasselas, Chardonnay; Mondeuse — червоне; а також Roussette.[29]

### Італія
- Apulia — Appia dei vini («Wine Appian Way») — маршрут проходить i вздовж історичної Via Appia (між містами Ostuni, Brindisi, Mesagne, San Vito dei Normanni, Latiano) — культурно-винна траса Salento. Поєднує берегову та внутрішню частину регіону, зупинки в масеріях, виноробнях, виробництві оливкової олії, історичних містах. Особливость регіону — поєднання римської спадщини Via Appia (пам'ятка ЮНЕСКО з 2024 року) з дегустаціями вина і оливкової олії в масеріях Puglia.[30]
- Colli Piacentini — Емілія‑Романья (Strada dei Vini dei Colli Piacentini) — близько 150 км, охоплює долини Val Tidone, Trebbia, Nure та Arda поруч із містом Пьяченца, по маршруту є середньовічні замки, абатства, села Grazzano Visconti, Castell'Arquato, Bobbio; гастрономія. Вина: Gutturnio (Barbera & Croatina), Ortrugo, Malvasia di Candia Aromatica, Trebbiano Val Trebbia; широкий асортимент ігристих та десертних вин.
- Barolo — П'ємонт (Strada del Barolo e dei Grandi Vini di Langa) — мережа понад 130 виноробень у 18 містах (Alba, Barolo, La Morra, Monforte, Serralunga, Dogliani тощо). Поєднання виноградників на пагорбах Langa, дегустацій у великих і малих шато, гастрономічні заходи, фестивалі. Вина: культове Barolo (Nebbiolo), Barbaresco, Barbera d'Alba, Dolcetto, Arneis (біле).[31]
- Emilia-Romagna — Colli Piacentini wine route (Strada dei Colli Piacentini) — провінція Piacenza, між Пармою, Кремоною й Лунґо По; частина мережі Strade dei vini e dei sapori. Вина: Gutturnio, Malvasia di Candia Aromatica, Ortrugo, Trebbiano Val Trebbia.
- Friuli-Venezia Giulia — Aquileia wine route (Strada del vino di Aquileia) — північ Адріатики, місто Аквілейя. Вина: білі — Friulano, Pinot Grigio, Ribolla Gialla, червоні — Refosco, Merlot, Cabernet Franc; характерні свіжі, минералізовані вина.
- Lazio — Trasimeno Hills wine route (Strada del vino Colli del Trasimeno) — навколо озера Тразімено, регіон Умбрія/Лаціо. Основні вина: біле Grechetto, Orvieto (Trebbiano / Grechetto blend), червоне Sangiovese, місцеві Cesanese або Montefalco Rosso; легкі, фруктові, часто органічні.
- Lombardy — Lombard Hills wine route (Strada del vino Colli dei Longobardi) в провінції Брешія — пагорби між озерами Ізео й Гарда, околиці Брешії. Основні вина: Chardonnay, Pinot Nero, ігристе (Metodo Classico Franciacorta DOCG), а також біле: Trebbiano di Lugana, червоне: Garda Colli Mantovani Rosso.
- Lombardy — Strada dei vini e dei sapori del Garda (на озері Гарда) — поєднує виноградники Гарди з місцевою кухнею. Основні вина: біле Lugana (Turbiana), ігристе Franciacorta, червоне Garda Rosso, Merlot, Groppello del Garda.

- Треніно-Альто-Адидже (South Tyrol) — знаходиться у Верхній Адідже вздовж долин і пагорбів поруч з Доломітами; маршрут простягається приблизно 150 км з Наллеса до Салорно, 16 міст, близько 70 виноробень. Клімат середземноморський + альпійський. Вина: Schiava (Vernatsch), Gewürztraminer, Lagrein, Müller-Thurgau, Riesling Renano, Sylvaner.[32]
- Тоскана — Strada del Vino Nobile di Montepulciano — маршрут охоплює пагорби навколо Монтепульчано (південна Тоскана), включає історичне місто, виноробні, енологічні центри та винні дегустації. Вина: Vino Nobile di Montepulciano, Rosso di Montepulciano, інші червоні вина.[33]
- Умбрія — Cantico Wine Route (Strada dei vini del Cantico) — маршрут поєднує міста Torgiano, Montefalco, Перуджа; акцент на регіональні білі та червоні вина: Sagrantino di Montefalco, Sagrantino Passito, Rosso di Montefalco, Orvieto (Trebbiano / Grechetto) та інші. Дегустації, музей вина у Торджано, середньовічна архітектура.
- Венето: Strada del Prosecco e Vini dei Colli di Conegliano e Valdobbiadene: найстаріший маршрут Італії, Strada del vino dei Colli Euganei: провінція Венето, пагорби Euganean Hills біля Падуї та Венеції. Славиться білими сортами Moscato, Fior d'Arancio, білі та червоні вина Colli Euganei. Strada del vino Soave: регіон навколо Верони, виробляє сухі, ігристі, passito Recioto DOCG, червоні Soave.
- Сицилія:
- Strada del vino di Marsala (Trapani) -маршрут охоплює виноградники й міста навколо Марсала, Трапані та Сальмінато. Основна продукція — солодкі та кріплені винa Marsala), Grillo, Nero d'Avola.
- Strada dei vini dell'Etna — пролягає уздовж схилів вулкану Етна — виноградники на вулканічному ґрунті на висотах 400—900 м. Поєднання суворого ландшафту та ніжних вин Etna Rosso (Nerello Mascalese) і Etna Bianco (Carricante), з запахами лави, мінералів та яскравою кислотністю.[34]
- Strada del vino Erice DOC (Erice) — фокусується на виноробних територіях довкола старовинного міста Еріче. Підтримує місцеві культури Arinaro, Nero d'Avola, Grillo.
- Strada del vino Terre Sicane — маршрут охоплює території на західному узбережжі Сицилії, між аграрними зонами Agrigento та Trapani, з акцентом на Nero d'Avola, Inzolia, Grillo.
- Strada del vino e dei sapori Val di Mazara — поєднує виноробні Val di Mazara із гастро-спеціальностями: Nero d'Avola, Grillo, Frappato, а також морську кухнью та солероси.
- Strada del vino Cerasuolo di Vittoria — офіційно створений у 2005 році, основний сорт — Cerasuolo di Vittoria, купаж Nero d'Avola і Frappato з насиченими ягодами та квітковими нотами.

### Іспанія
- Ruta del Vino y Brandy Marco de Jerez (Андалусія) — охоплює DO Jerez‑Xérès‑Sherry, Manzanilla (Sanlúcar) та Brandy de Jerez. Включає міста Jerez de la Frontera, Sanlúcar de Barrameda, El Puerto de Santa María. Один із найвідвідуваніших маршрутов за рік. Вина: Palomino Fino, Pedro Ximénez, Moscatel.[35]
- Ruta de la Rioja Alta (La Rioja Alta, Північна Іспанія) — один з трьох підрегіонів DOCa Rioja. Основні виноробні у Ла-Ріоха Альта, Біла-Арланда де Дуеро, Віванко, Муга та ін. Вина: Tempranillo, Garnacha, Viura.
- Ruta de Ribera del Duero (Castilla y León) — відомимі виноробні Abadía Retuerta, Arzuaga, Protos. Вино: Tinto Fino (Tempranillo).
- Ruta del Vino de Rueda (DO Rueda) — винні маршрути на конях, дегустації, гастрономія (сироварні), архітектурні пам'ятки. Вина: Verdejo, Sauvignon Blanc, Viura, Tempranillo, Cabernet, Merlot.[36]
- Ruta del Vino de Toro (DO Toro) — сухий та спекотний климат, ґрунти з піском і вапняками, на висотах 620—750 м. Включає 64 виноробні, музей Pagos del Rey, середньовічне місто Toro. Вина: Тinta de Toro (Tempranillo), Garnacha; Verdejo або Malvasía.
- Ruta del Vino de la Ribera del Duero — замки Peñafiel, історична архітектура, сучасні та традиційні виноробства. Відомі виноробні — Abadía Retuerta, Protos. Вина: Tinto Fino (Tempranillo), Garnacha.[37]
- Ruta del Vino de Cigales — включає 13 муніципалітетів у Valladolid/Palencia, на висоті ~750 м, суглинно-карбонатні ґрунти, клімат — континентальний 400 мм опадів. Вина: білі і рожеві (Verdejo, Tempranillo), фірмові rosado cigales.
- Ruta del Vino de El Bierzo — малі симейні господарства, є частиною Camino de Santiago.
- Camino de Santiago — иноградники на крутих берегах Douro, близько 245 га, містить каньйони, природний парк, маршрут Camino de Hierro (17 км) з тунелями та видами на виноградники і природу.
- Ruta del Vino de la Sierra de Francia — виноградники, розташовані на терасах, які є одними з найдавніших в Іспанії, розташоване у біосферному заповіднику Сьєрра-де-Бехар — Сьєрра-де-Франсія та в природному парку Батуекас.[38]
- Ruta del Vino de Arlanza — заснован о 2024 році, містить поєднання культури, кухні та вікових виноробень.[39]
- Ruta del Vino de Zamora — біля Zamora і його околиць, доповнює маршрут Toro і Arribes; пропонує локальні сорти, гастротури.[40]

### Німеччина
- German Wine Route (Deutsche Weinstraße) — Пфальц — найстаріший винний туристичний маршрут Німеччини, заснований у 1935 році, має довжину 85 км, з півночі (Bockenheim) до півдня (Schweigen-Rechtenbach). Пфальц має м'який клімат, виноградники знаходяться біля лісів, мальовничі села та шато. Маршрут поділений на Mittelhaardt (від Bockenheim до Neustadt) та Southern Route (від Maikammer до Schweigen).[41] Тут найбільша у світі площа виноградників Riesling (~5 500 га); білими сортами також представлені Müller‑Thurgau, Grauburgunder (Pinot Gris), Weissburgunder і Silvaner; червоні — Dornfelder, Spätburgunder (Pinot Noir), а також інші бленди (~40 % червоних сортів).[42]
- Badische Weinstraße — Баден (на заході Чорного лісу) — понад 500 км через виноробні райони Breisgau, Kaiserstuhl, Ortenau та Markgräflerland, заснований у 1954 році Kaiserslautern. Пропонує мальовничі ландшафти Чорного лісу, старовинні винні села, замки, дегустації. Вина Spätburgunder становить близько 35 % червоних вин, Riesling, Müller‑Thurgau, Grauburgunder, Gutedel (Chasselas), Silvaner, Weißburgunder, Gewürztraminer, з експериментами Sauvignon Blanc, Merlot, Cabernet Sauvignon.[43]
- Bocksbeutelstraße — Франконія (Franken) — серія доріг навколо Вюрцбурга (55–160 км), мальовничі винні села, названий на честь характерної пляшки Bocksbeutel, що захищена законом. Вина: Silvaner ; Müller‑Thurgau і Bacchus; Spätburgunder (Pinot Noir); Rotling.[44]
- Elbling‑Route — Верхня Мозель (Upper Moselle) — приблизно 45 км вздовж Moselle від Perl до Konz, старовинний сорт Elbling культивується з римських часів French Waterways. Вина: Elbling, Crémant; Riesling; переважають сухі, мінеральні білі вина.[45]
- Moselweinstraße — Долина Mosel — 240 км від Trier до Koblenz через виноградники, історичні міста й терруари зі сланцевими ґрунтами, винні села Wine GuideFrench Waterways. Маршрут поєднує автомобільні дороги та велодоріжки (Mosel Cycle Path, Radwanderweg), а також підвали, старовинні льохі і римську спадщину. Вина: Riesling, Müller‑Thurgau, Elbling, Auxerrois, Pinot Blanc, Pinot Gris, Crémant; славляться своїм ароматом, кислотністю та минеральністю.[46]
- Rheingauer Rieslingroute — Рейнгау — 120 км по правому березі Рейну між Hochheim та Lorch/Flörsheim. Вина: Riesling, Spätburgunder (Pinot Noir).[47]
- Römische Weinstraße — Римська винна дорога (Moselle, біля Тріра) — 50 км від околиць Тріра через виноградники до Bernkastel-Kues/Leiwen, проходить через кілька історичних сіл з римськими залишками. Вина: Riesling — ароматний, з яскравою кислотною структурою і мінеральністю.[48]
- Ruwer‑Riesling‑Route — долина Ruwer (Moselle) — 8,2 км пішохідно-веломаршрут з інформаційними станціями біля виноградників Riesling. Вина: Riesling — легкі, квіткові, мінеральні.[49]
- Saar‑Riesling‑Straße — Нижня Saar (Moselle) — 30–40 км між Serrig і місцем впадіння Saar у Mosel, виноградники знаходяться на схилах та мають вражаючі краєвиди. Вина: Saar Riesling — з високою кислотністю, довговічністю та чітко вираженою мінеральністю.[50]
- Weinstraße Saale‑Unstrut — Саксонія‑Анхальт — понад 60 км, найпівнічніший винний шлях Європи, відкритий в 1993 році; міста Laucha, Nebra, Memleben, Bad Sulza. Вина: переважно білі сорти адаптовані до прохолодного клімату; свіжі, легкі — Qualitätswein; акцент на екологічне виробництво[51].
- Sächsische Weinstraße — Саксонія — вздовж Ельби в Саксонії, біля Дрездена; має менші масштаби, але історія виноробства налічує століття. Вина: Riesling, Müller‑Thurgau, Weissburgunder та місцеві білі сорти — легкі, свіжі, квіткові.
- Württemberger Weinstraße — Вюртемберг — 511 км від Weikersheim до Kressbronn, заснований у 2004 році, включає Schwäbische Weinstraße. Вина: спеціалізація на червоних сортах — Trollinger, Lemberger (Blaufränkisch), Spätburgunder; також Riesling, Weißburgunder, Müller‑Thurgau.[52]

### Португалія
- Rota dos Vinhos Verdes (Рота-дос Віньюш-Вердес) — регіон Міньо на північному заході Португалії, охоплює дев'ять субрегіонів — Monção/Melgaço, Lima, Cávado, Ave, Basto, Paiva, Bairros та інші. Проходить серед мальовничі зелені пагорби, узбережжя та історичні міста (Браґa, Ґімарайншт, Ponte de Lima). Вина: легкі, свіжі, ароматні Vinho Verde: білі (Alvarinho, Loureiro, Arinto, Trajadura, Avesso тощо), рожеві (Espadeiro, Vinhão, Azal), трохи природного газу («spritz»).[53]
- Rota do Vinho do Porto — Маршрут вин Порту — долина річки Дуоро від Peso da Régua до долини Коуї, включаючи історичні міста Lamego, Vila Real та інші. Виноградники на терасах, енотуризм, дегустації портвейну та столових вин, ночівля на виноградниках, круїзи Дуоро, поїздки на потягу та велосипедні маршрути. Вина: Порт (LBV, Tawny, Vintage) на основі Touriga Nacional, Touriga Franca, Tinta Roriz, Tinta Barroca, Tinto Cão; біле, рожеве та червоне Дуоро.[54]
- Rota da Bairrada — Баграда — знаходиться в центрі Португалії по узбережжю біля Aveiro / Figueira da Foz, охоплює околиці Коімбри — з історичною гастрономією та термами. Це однин з перших регіонів Португалії з традицією ігристих вин, тут є винні дегустації, гастрономія (порося Bairrada), тематичні маршрути. Вина: червоні — Baga, Touriga Nacional; білі — Maria Gomes, Bical, Arinto, Cercial; популярні ігристі вина.[55]
- Rota dos Vinhos da Península de Setúbal — південніше Тагусу, узбережжя Sado, Сетубал, Palmela, Адижана та Arrábida National Park. Має морські пейзажі, долини, ферми, історичні міста, дегустації Moscatel, круїзи річкою То́ло та винні заходи. Вина: Moscatel de Setúbal (укріплене), Castelão (червоне), Arinto, Fernão Pires, Alfrocheiro, Trincadeira; також ігристі й рожеві від Palmela DO.[56]
- Rota do Vinho do Alentejo — Алентежу — велика рівнинна зона Португалії, розділена на 8 субрегіонів (Borba, Évora, Redondo, Reguengos, Moura, Vidigueira, Granja‑Amareleja, Portalegre). Має села серед замків і дубового лісу, дегустації на винних фермах, винні фестивалі, прогулянки на повітряній кулі чи сафарі серед коркових дубів. Вина: червоні — Aragonez (Tempranillo), Trincadeira, Castelão, Alfrocheiro, Alicante Bouschet; білі — Antão Vaz, Arinto, Fernão Pires, Rabo de Ovelha, Roupeiro; десертні та м'які вина від Talha/Vinho de Talha.[57]
- Rota dos Vinhos do Dão — винний маршрут регіону Dão & Lafões — створений 20 вересня 1995 року, офіційно відкритий в 1998 році, в нього входить 16 муніципалітетів від Arganil до Aguiar da Beira, об'єднуючи понад 47 учасників (виноробні, кооперативи). Виноградники захищені горами (Серра-да-Ештрела, Caramulo, Nave), що забезпечує унікальний континентально‑гірський клімат з м'якими літами та дощовими зимами; ґрунти — гранітні із тонким піщаним шаром. Зелена територія охоплює луки, річки Mondego та Dão, старовинні села (Viseu, Gouveia, Belmonte), середньовічні замки і степи Serra da Estrela з туристичними маршрутами та дегустаціями. Вина: червоні — Touriga Nacional, Tinta Roriz (Tempranillo), Jaen (Mencia), Rufete, Alfrocheiro Preto, білі — Encruzado (престижна біла), Bical, Cercial, Malvasia-Fina (Arinto do Dão).[58]
- GR 14 — «Rota dos Vinhos da Europa» (Пішохідний маршрут Європейського вина) — довготривалий піший маршрут з маркуванням, що стартує біля Vila Nova de Gaia (Порту) і веде до іспанського кордону, а далі через Іспанію та Францію до Страсбургу. Висоти маршруту (500—900 м) дають панорамні види на терасовані виноградники уздовж Douro, коркові дуби й яблуневі сади. Відрізки включають і ділянки через природні парки, например Quinta do Tedo. Велика частина маршруту проходить через виноробні райони, де вирощують Touriga Nacional, Touriga Franca, Tinta Roriz, Tinta Barroca, Tinto Cão — або білі, червоні та портвейн-квінти. Вина: Touriga, Tinta Barroca, Tinto Cão і Port varieties.[59]

### Люксембург
- Luxembourg Wine Route (Wäistrooss / Route du Vin / Luxemburger Weinstraße) — простягається 42 км уздовж річки Мозель між містами Schengen — Wasserbillig, включно з ключовими виноробними селами Remich, Ehnen, Grevenmacher, Wormeldange, Stadtbredimus тощо. Вина: білі — Riesling, Auxerrois, Pinot Blanc, Pinot Gris, Müller‑Thurgau (Rivaner), Gewürztraminer, Elbling, Crémant de Luxembourg, чевроні — Pinot Noir (Spätburgunder), Sankt Laurent.[60]

### Австрія
Steirische Weinstraßen — «Винні дороги Штирії» — включає 8 офіційно визнаних винних маршрутів у трьох виноробних регіонах Штирії: Südsteiermark (Південна), Weststeiermark (Західна) та Vulkanland Steiermark (Схід). Загалом представлено понад 2000 виноградарів по всій Штирії, з великою кількістю традиційних Buschenschänken (винних погребів) та виноградників.
- Südsteirische Weinstraße (Південна Штирія) — 25 км дорога між селами Ehrenhausen та Leutschach, поруч кордону зі Словенією. Включає схили, ліси, квіткові луки, традиційні пасовиська Klapotetz — дерев'яні вітряки для захисту від птахів, 265 виноробні. Вина: Sauvignon Blanc, Morillon (Chardonnay), Welschriesling, Gelber Muskateller, Weißburgunder, Riesling, Pinot Blanc.
- Schilcherweinstraße (Західна Штирія) — 70 км від Ligist через Gundersdorf, Greisdorf до Stainz, Deutschlandsberg, Eibiswald — через села Західної Штирії. Вино: Blauer Wildbacher, з яскравою кислотою, ягідно-трав'янисте, колір від світло-рожевого до рубінового, бренд має емблему білого коня та захищене географічне походження.
- Sausaler Weinstraße (Південна Штирія) — частина Südsteiermark, починається в Leibnitz, проходить Sulmtal до Fresing, далі піднімається до Kitzeck im Sausal (найвища виноградна локація Європи) і Maierhof.

### Чехія
Моравія — головний (96 % виноградників Чехії) виноробний регіон.
- Mikulovská sub-region — пагорби Палава міста Mikulov та Valtice, понад 3000 виноградників, вінограад росте на вапняках и сланцях. Вино: біле — Welschriesling, Grüner Veltliner, Riesling, Sauvignon Blanc, Pinot Gris, Tramín červený (Gewürztraminer); червоні — Saint Laurent, Blaufränkisch, Zweigelt, Pinot Noir.
- Velkopavlovická sub-region — понад 650 вінниць, 760 га виноградників. Вино: Müller‑Thurgau, Pinot Gris, Pálava, Moravský Muškát, рідше Sauvignon Blanc, Riesling, Blaufränkisch.
- Znojemská & Slovácká sub-regions — холодні вітри з сусідньої Чесько-Моравської височини разом із терморегуляторним впливом річок Диє, Євішовка та Їглава надають винам їхнього неповторного пряного смаку та повноти. Завдяки чергуванню сонячних днів та прохолодніших ночей, виноград дозріває повільніше, але зберігає свої ароматичні речовини та досягає високої якості.[62]

Богемія — поділена на Мельникський та Літомержицький виноробні підрегіони. Мельникський виноробний регіон розташований здебільшого в Центральній Богемії, а його головними центрами є міста, історично пов'язані з вином, — Мельник та Кутна Гора. Саме в них та їхніх околицях можна знайти ці два винні маршрути.
- Винний маршрут Кутна Гора — довжина 6 км, пішохідний маршрут від центру Кутна Гора до виноградника Sukov Hill Vína z Moravy a vína z Čech. Вина: Tramín červený, Svatovavřinecké. Дегустації проходять у бароковому монастирі St. Voršila.[63]
- Велосипедний маршрут навколо Мельника — об'єднує виноробні підрегіони Мельник та Літомержице. Обидва ці виноробні регіони можна об'єднати в один велосипедний тур, який починається в Мельнику та закінчується у Велке Жерноски, що неподалік від Літомержице.[63]

### Словаччина
- Little Carpathian Wine Route (Malokarpatská vínna cesta) — найстаріший винний маршрут, створений у 1995 році, проходить від Bratislava → Svätý Jur → Pezinok → Modra → Trnava, через 120 виноробних сіл. Вина: Veltlínske zelené (Grüner Veltliner), Rizling vlašský (Welschriesling), Riesling rýnsky, Müller‑Thurgau, Pinot Blanc, Frankovka modrá (Blaufränkisch), Svätovavrinecké (St. Laurent), Modrý Portugal.
- Tokaj Wine Route (Tokajská vínna cesta) — розташований на південному сході країни, межує з угорським Токаєм. Проляговає через Trebišov → Veľká Tŕňa → Viničky і інші села. Вина: Furmint, Lipovina, Yellow Muscat — ексклюзивні солодкі Tokaj вина з благородною гнилістю.
- Nitra / Nitra Royal Wine Route (Nitrianska vínna cesta) — вина: білі — Veltlínske zelené, Welschriesling, Müller‑Thurgau, Riesling; червоні Svätovavrinecké, Frankovka modrá, Pálava, Devín.[64]
- Інші маршрути: Záhorie Wine Route, Požitavská vínna cesta, Hontianska vínna cesta на південному Заході та Центрі країни — фокус на локальних традиціях, малі виробники та природу.

### Словенія
Словенія має понад 20 винних маршрутів, офіційно організованих для туристів, що інтегрують локальні вина, гастрономію, природу та культуру.
- Primorska — Goriška Brda & Vipava Valley Wine Roads — маршрути через виноградники Ajdovščina, Vipava, Branik, Goče (170 виноробів), автохтонні сорти: Zelen, Pinela, Vitovska Garganja, а також Chardonnay, Sauvignon Blanc, Merlot.
- Podravje — Podravska Wine Routes (Maribor, Radgona-Капела, Slovenske Gorice) — виноградники на шляху до Австрії через Kungota, Pernica; характерна форма маршруту — серце, поєднанує природи, вина та етнолокальних традицій. Вина: Laški Riesling, Rhein Riesling, Chardonnay, Silvaner, Rulandec, Muscatel.
- Posavje — Posavska & Dolenjska Wine Routes — славиться легким червоним та білим winem Cviček, з виноградників Modra Frankinja, Žametna Črnina, Laški Rizling, Zeleni Silvane.

### Угорщина
- Tokaj Wine Route — найвідоміший маршрут (~87 км), виноградники північного Угорщини: сорти Furmint, Hárslevelű, Yellow Muscat; легендарні солодкі вина Tokaji Aszú з благородною гниллю.[66]
- Villány‑Siklós Wine Route — південне угорське виноробство, знамениті насичені червоні Kékfrankos, Cabernet, Merlot; поєднання гастрономії й преміум‑дегустацій.
- Eger Wine Trail — зона відома Egri Bikavér («Бичача Кров»), біля середньовічних cellars у місті Eger; поєднує дегустації й історичну архітектуру.
- Інші популярні — Balaton (білі), Етіек‑Буда, Szekszárd, Mór, Sopron — всі мають марковані дороги, дегустації і події.

### Сербія
Сербія має 9 офіційних винних маршрутів (Put Vina Srbije) від Паліча до Метохіїє.
- Fruška Gora Wine Route
- Palić Wine Route
- Vršac Wine Route
- Oplenac / Šumadija Route
- Župa Route
- Smederevo Route
- Negotin Route

### Хорватія
Немає широко рекламованих національних винних маршрутів, країна входить до Roman Emperors and Danube Wine Route — мережі культурних винних трас, що охоплюють римське спадщину уздовж Дунаю й Адріатики, включаючи Хорватію, Сербію, Болгарію, Угорщину, Румунію тощо.

### Кіпр
Має 7 винних маршрутів відповідно до виду місця та автохтонних сортів:
- Laona–Akamas (Xynisteri, Maratheftiko),

- Vouni Panagias–Ampelitis,
- Diarizos Valley,
- Krasochoria Lemesou,
- Commandaria
- Pitsilia,
- Mountainous Larnaka–Lefkosia

### США

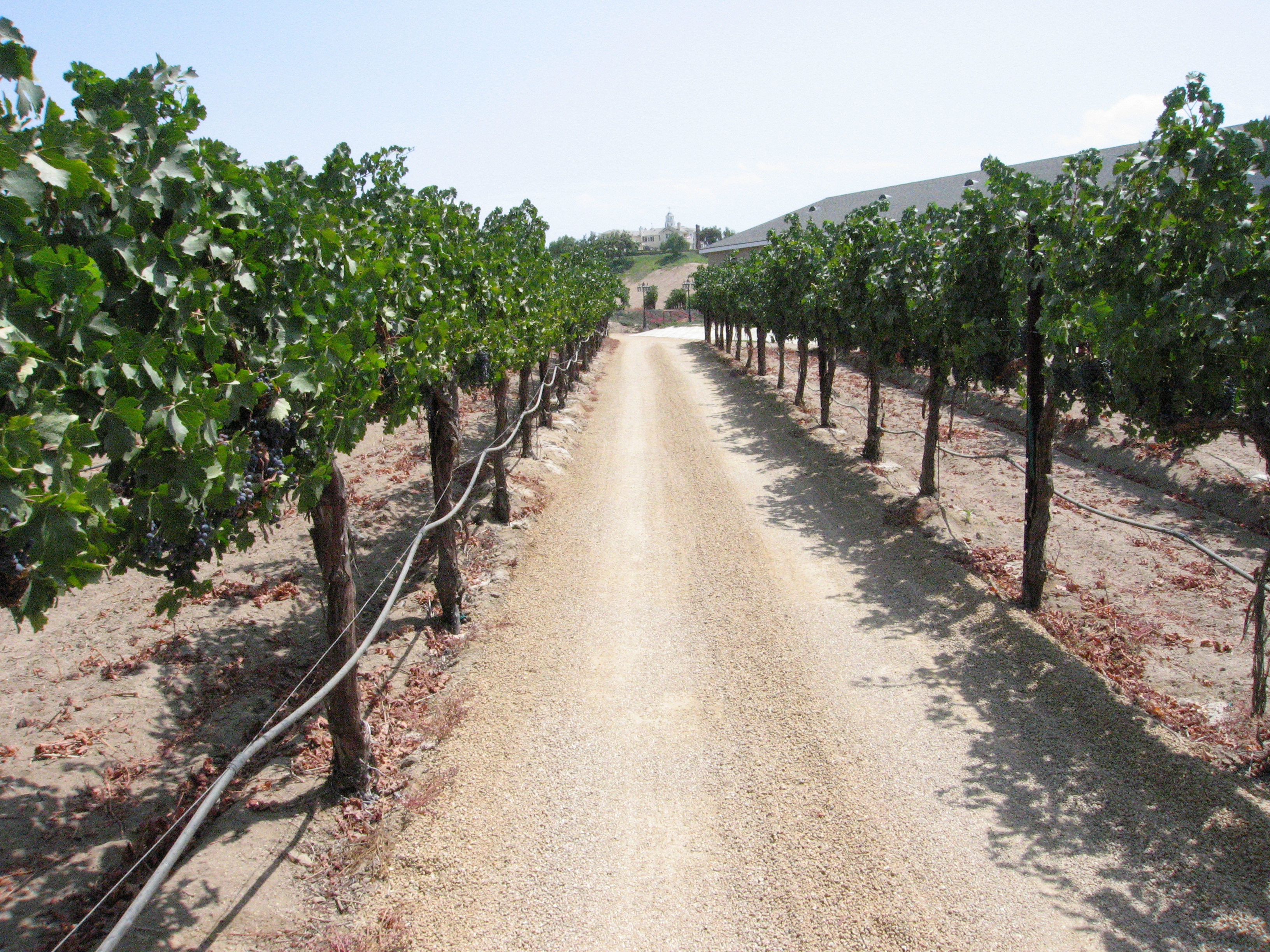
Каліфорнійський винний маршрут.

#### Каліфорнія
- River Road Wine Trail(інші мови) (Салінас-Веллі) — один із перших автошляхів для дегустації вин, офіційно започаткований у 1965 році, з десятками дегустаційних локацій уздовж річки Салінас.[70]
- Silverado Trail(інші мови) — мальовничий маршрут довжиною 29 миль, де розташовані сотні виноробень, розвинутий з середини XIX століття та став популярним після успіху Napa у конкурсі Judgment of Paris у 1976 році.[71]

#### Нью-Йорк/ Finger Lakes
- Cayuga Lake Wine Trail — перший у США офіційно організований винний шлях, існує понад 40 років та включає понад 130 виноробень у регіоні Finger Lakes.[72]
- Fingеr Lakes Wine Country — регіон із трьома основними винними маршрутами (Cayuga, Seneca та Keuka), відомий своїми винними фестивалями та гастрономічними подіями Finger Lakes Wine Country.[73]

#### Вірджинія/Монтічелло
- Monticello Wine Trail навколо Charlottesville у Вірджинії об'єднує понад 40 виноробень у регіоні Монтичелло. У 2023 році був визнанийВиниим регіоном року за версією Wine Enthusiast.[74]

Іллінойс
- Илліноїська асоціація IGGVA просуває п'ять винних маршрутів, серед яких Shawnee Hills, Carlyle Lake, Mississippi Valley, Heart of Illinois, Wabash Valley.[75]
- Southern Illinois активно рекламує Shawnee Hills Wine Trail як туристичну новинку регіону з природними ландшафтами та дегустаціями.[76]

Інші регіони
- Great River Road Wine Trail простягається вздовж ріки Міссурі через Міннесоту, Вісконсин, Айову та Іллінойс. Усі 10 виноробень американського маршруту знаходяться в рамках AVA Upper Mississippi River Valley.[77]
- Texas Wine Trails — у штаті Техас наразі 8 винних маршрутів, включно з Hill Country, Texas High Plains, Gulf Coast; загалом Texas є 5-м найбільшим виробником вина в США.[78]
- Colorado's Palisade Fruit & Wine Byway — винний маршрут на Western Slope штату Колорадо, що поєднує виноробні з природними маршрутами й активним агротуризмом.[79]

### Канада
Route des vins du Québec (Квебек) — один із найвідоміших винних маршрутів Східної Канади. Протяжність маршруту — близько 160 км, він об'єднує понад 20 виноробень. Дорога пролягає через мальовничі сільські пейзажі Квебеку. Більшість виноробень — невеликі, сімейні, часто з екофокусом. Тут пропонують дегустації, пікніки, веломаршрути, сезонні події. Понад 60 % вина, виробленого в Квебеку, походить із цього маршруту. Вино: Vidal, Riesling, гібридні сорти, ігристі вина, Icewine
Niagara-on-the-Lake Wine Route (Ніагара-он-зе-Лейк) — розташовано понад 80 виноробень, які пропонують повноцінні винні тури, дегустації, гастрономічні поєднання та події на виноградниках. Саме тут виробляється найбільша кількість Icewine у світі. Регіон має чотири визнані субапеляції та ідеальний мікроклімат для вирощування винограду. Вино: Icewine (Vidal, Riesling), Chardonnay, Pinot Noir, Gamay, Cabernet Franc.
Okanagan Valley Wine Country (Оканаганська долина) — найбільший і найрозвинутіший виноробний регіон Західної Канади. Долина Оканаган налічує понад 200 виноробень, багато з яких розташовані біля озер і гір, з панорамними краєвидами. Тут вирощують як білі, так і червоні сорти, а також виготовляють Icewine. Є можливості для велотурів, екологічного відпочинку, поєднання винних і гастрономічних вражень. Вина: Riesling, Chardonnay, Pinot Noir, Merlot, Cabernet Sauvignon, Gewürztraminer, Icewine.

### Інші країни:
- Mendoza (Аргентина) — винний регіон № 1 південної півкулі; родина Malbec, зони Luján de Cuyo, Uco Valley, готелі, виноробні сафарі, винні маршрути на підйомах Анд.
- Colchagua Valley (Чилі) — маршрут з великими та сімейними виноробнями, гастротуризмом у регіоні.
- Valle de Guadalupe (Мексика) — 150 виноробень (70 % мексиканського вина), маршрути з дегустаціями, Baja‑Med кухня, Vendimia Harvest Festival і розвиток винного туризму.
- Ningxia (Китай) — поруч пустелі, виноробні Helan Qingxue, Silver Heights, маршрут вин і дегустаційної культури, створений за аналогією до Bordeaux Wine Route.
- Isan / Khao Yai (Таїланд) — винний маршрут в регіоні Isan, винзаводи GranMonte, PB Valley, Monsoon Valley, висота та клімат ідеальні для вини.
- Грузія — маршрути у Кахетії, Імеретії, Рачі; автохтонні сорти Сапераві, Ркацітелі.
- Південна Африка (Stellenbosch, Franschhoek) — маршрути через виноградники з історією, виноробнями і культурним контекстом.
- Австралія (Barossa Valley, Margaret River) — гастро‑туризм та велика кількість дегустаційних активностей.

## У кіно
- Збоку (2004)
- Свята любов (2016)